# Michaelina Wautier
Michaelina Wautier (1604. – 1689.) bila je flamanska slikarica.

## Životopis
Michaelina Wautier bila je dio velike obitelji koja je uključivala petero punopravne braće, od kojih je jedan po imenu Charles također postao slikar. Otprilike od 1645. godine dijelili su kuću u Bruxellesu gdje su vjerojatno imali i zajednički atelje. Njezina je reputacija bila takva da je poznati pokrovitelj umjetnosti nadvojvoda Leopold Vilim Austrijski nabavio četiri njezine slike.
Prva retrospektivna izložba njezinih radova održana je 2018. u Antwerpenu.